# Ludvig Hamilton
Ludvig Hamilton af Deserf död 1662. Andre son till Malcolm Hamilton of Monea.
Inflyttad från Skottland. Först i venetiansk, senare i svensk tjänst. Blev 1654 upphöjd till friherre Hamilton af Deserf tillsammans med brodern Hugo. Befordrades 1659 till överste.
Farbror till Malcolm Hamilton af Hageby (1635-1699). Bror till Hugo Hamilton af Deserf samt Johan Hamilton af Hageby. Gift 1651 med Lars Grubbes dotter Anna Catharina (1631–1689). De fick sönerna Malcolm och Gustavus Hamilton.